# Baltic Cup 2008
Der Baltic Cup 2008 war die insgesamt 42. Austragung des Turniers der Baltischen Länder seit der Erstaustragung im Jahr 1928. Das Turnier für Fußballnationalteams fand zwischen dem 30. Mai und 1. Juni 2008 in Lettland statt. Als Spielorte dienten das Skonto-Stadion in Riga sowie das Slokas-Stadion in Jūrmala. Der Rekordsieger des Turniers Lettland gewann den 20. Titel.

## Gesamtübersicht
| Pl. | Verein   | Sp. | S | U | N | Tore    | Diff. | Punkte |
| --- | -------- | --- | - | - | - | ------- | ----- | ------ |
| 1.  | Lettland | 2   | 2 | 0 | 0 | 003:100 | +2    | 06     |
| 2.  | Litauen  | 2   | 1 | 0 | 1 | 002:200 | ±0    | 03     |
| 3.  | Estland  | 2   | 0 | 0 | 2 | 000:200 | −2    | 0      |

|                         |   |          |     |
| 30. Mai 2008 in Riga    |   |          |     |
| Lettland                | – | Estland  | 1:0 |
| 31. Mai 2008 in Jūrmala |   |          |     |
| Estland                 | – | Litauen  | 0:1 |
| 1. Juni 2008 in Riga    |   |          |     |
| Litauen                 | – | Lettland | 1:2 |

## Spiele

### Lettland gegen Estland
| Lettland                                | Lettland | Estland | Estland |
| --------------------------------------- | --- | --- | ------- |
| Lettland                                | \| 30. Mai 2008 in Riga (Skonto-Stadion) \| \| Ergebnis: 1:0 (0:0) \| \| Zuschauer: 4.500 \| \| Schiedsrichter: Audrius Zuta ( Litauen) \| | \| 30. Mai 2008 in Riga (Skonto-Stadion) \| \| Ergebnis: 1:0 (0:0) \| \| Zuschauer: 4.500 \| \| Schiedsrichter: Audrius Zuta ( Litauen) \| | Estland |
| Lettland                                | Andris Vaņins – Vitālijs Astafjevs , Oskars Kļava, Kaspars Gorkšs, Juris Laizāns, Deniss Ivanovs – Deniss Kačanovs, Genādijs Soloņicins (76. Aleksandrs Cauņa), Ģirts Karlsons – Aleksejs Višņakovs (78. Vladimirs Koļesņičenko), Vīts Rimkus (58. Andrejs Perepļotkins) Cheftrainer: Aleksandrs Starkovs | Mart Poom – Tihhon Šišov, Andrei Stepanov, Ragnar Klavan , Andrei Sidorenkov – Ats Purje (60. Sander Puri), Aivar Anniste (60. Aleksandr Dmitrijev), Martin Vunk, Joel Lindpere – Tarmo Kink, Vjatšeslav Zahovaiko (60. Vladimir Voskoboinikov) Cheftrainer: Tarmo Rüütli | Estland |
| Lettland                                | 1:0 Laizāns (48., Strafstoß) | | Estland |
| Lettland                                | Soloņicins, Ivanovs, Astafjevs, Kļava | Sidorenkov, Dmitrijev | Estland |
| 30. Mai 2008 in Riga (Skonto-Stadion)   | | |         |
| Ergebnis: 1:0 (0:0)                     | | |         |
| Zuschauer: 4.500                        | | |         |
| Schiedsrichter: Audrius Zuta ( Litauen) | | |         |

### Estland gegen Litauen
| Estland                                  | Estland | Litauen | Litauen |
| ---------------------------------------- | --- | --- | ------- |
| Estland                                  | \| 31. Mai 2008 in Jūrmala (Slokas-Stadion) \| \| Ergebnis: 0:1 (0:0) \| \| Zuschauer: 1.300 \| \| Schiedsrichter: Roman Lajuks ( Lettland) \| | \| 31. Mai 2008 in Jūrmala (Slokas-Stadion) \| \| Ergebnis: 0:1 (0:0) \| \| Zuschauer: 1.300 \| \| Schiedsrichter: Roman Lajuks ( Lettland) \| | Litauen |
| Estland                                  | Mihkel Aksalu – Tihhon Šišov, Andrei Stepanov, Igor Morozov, Ragnar Klavan – Ats Purje (88. Andrei Sidorenkov), Aleksandr Dmitrijev, Aivar Anniste (69. Martin Vunk), Sander Puri – Vjatšeslav Zahovaiko (66. Tarmo Kink), Vladimir Voskoboinikov Cheftrainer: Tarmo Rüütli | Paulius Grybauskas – Algis Jankauskas, Tomas Žvirgždauskas (46. Vidas Alunderis), Egidijus Majus, Alfredas Skroblas – Mindaugas Kalonas , Aurimas Kučys (53. Darius Miceika), Tomas Tamošauskas, Valerijus Mižigurskis, Andrius Jokšas (51. Darvydas Šernas) – Tadas Labukas (67. Mindaugas Grigalevičius), Ričardas Beniušis (90. Linas Pilibaitis) Cheftrainer: Algimantas Liubinskas | Litauen |
| Estland                                  | 0:1 Mižigurskis (89.) | | Litauen |
| Estland                                  | Puri, Zahovaiko, Vunk, Aksalu, Sisov, Dmitrijev | Žvirgždauskas | Litauen |
| Estland                                  | Kink | | Litauen |
| 31. Mai 2008 in Jūrmala (Slokas-Stadion) | | |         |
| Ergebnis: 0:1 (0:0)                      | | |         |
| Zuschauer: 1.300                         | | |         |
| Schiedsrichter: Roman Lajuks ( Lettland) | | |         |

### Litauen gegen Lettland
| Litauen                                | Litauen | Lettland | Lettland |
| -------------------------------------- | --- | --- | -------- |
| Litauen                                | \| 1. Juni 2008 in Riga (Skonto-Stadion) \| \| Ergebnis: 1:2 (0:0) \| \| Zuschauer: 3.330 \| \| Schiedsrichter: Sten Kaldma ( Estland) \| | \| 1. Juni 2008 in Riga (Skonto-Stadion) \| \| Ergebnis: 1:2 (0:0) \| \| Zuschauer: 3.330 \| \| Schiedsrichter: Sten Kaldma ( Estland) \| | Lettland |
| Litauen                                | Žydrūnas Karčemarskas – Tadas Papečkys, Tomas Žvirgždauskas (46. Mindaugas Kalonas), Andrius Skerla , Vidas Alunderis – Saulius Mikoliūnas (68. Tomas Tamošauskas), Mantas Savėnas (60. Robertas Poškus), Deividas Šemberas, Deividas Česnauskis – Tomas Danilevičius, Edgaras Jankauskas (76. Ričardas Beniušis) Cheftrainer: Algimantas Liubinskas | Andris Vaņins – Vitālijs Astafjevs , Dzintars Zirnis, Kaspars Gorkšs, Juris Laizāns, Deniss Ivanovs – Deniss Kačanovs, Jurijs Žigajevs, Aleksandrs Cauņa (78. Genādijs Soloņicins) – Ģirts Karlsons, Andrejs Perepļotkins (82. Andrejs Butriks) Cheftrainer: Aleksandrs Starkovs | Lettland |
| Litauen                                | 1:2 Beniušis (81.) | 0:1 Gorkšs (56.) 0:2 Alunderis (77., Eigentor) | Lettland |
| Litauen                                | Šemberas, Česnauskis | Žigajevs, Astafjevs | Lettland |
| 1. Juni 2008 in Riga (Skonto-Stadion)  | | |          |
| Ergebnis: 1:2 (0:0)                    | | |          |
| Zuschauer: 3.330                       | | |          |
| Schiedsrichter: Sten Kaldma ( Estland) | | |          |